# Buurttafel Ambonplein
Buurttafel Ambonplein is een artistiek kunstwerk staand op het Ambonplein, Amsterdam-Oost.
Stadsdeel Zeeburg wilde in haar buurten de gemeenschappen dichter bij elkaar brengen en liet daartoe buurttafels plaatsen. Op het Ambonplein kwam een betonnen buurttafel. Elders werden houten exemplaren neergezet zoals de Verzonken tafel.
De zogenaamde Tangantafel op het Ambonplein werd ontworpen door Renet Kortes Altes tussen 2006 en 2011 werkend voor Carve. Tangan is Ambonees voor hand; op de tafel en bijbehorende bank zijn handafdrukken te vinden van kinderen uit de buurt, die verbonden zijn door kleurige linten. Kortes Altes ontwierp een bank en tafel, waarbij de tafel een vaste hoogte heeft, maar waar rondom zo gezeten kan worden zo dat je je gesprekspartner altijd recht in de ogen kan zien. De bank is overigens zo geconstrueerd, dat een voorbijganger hem ook als ligplek kan gebruiken. Kinderen kunnen klimmen en glijden op de bank.    
Een deel van de buurttafels verdween al spoedig; ze waren niet bestand tegen vandalisme en/of weersinvloeden. 
Elders op het plein staat nog een ”kunstwerk” van Carve: Een transparante grens.  

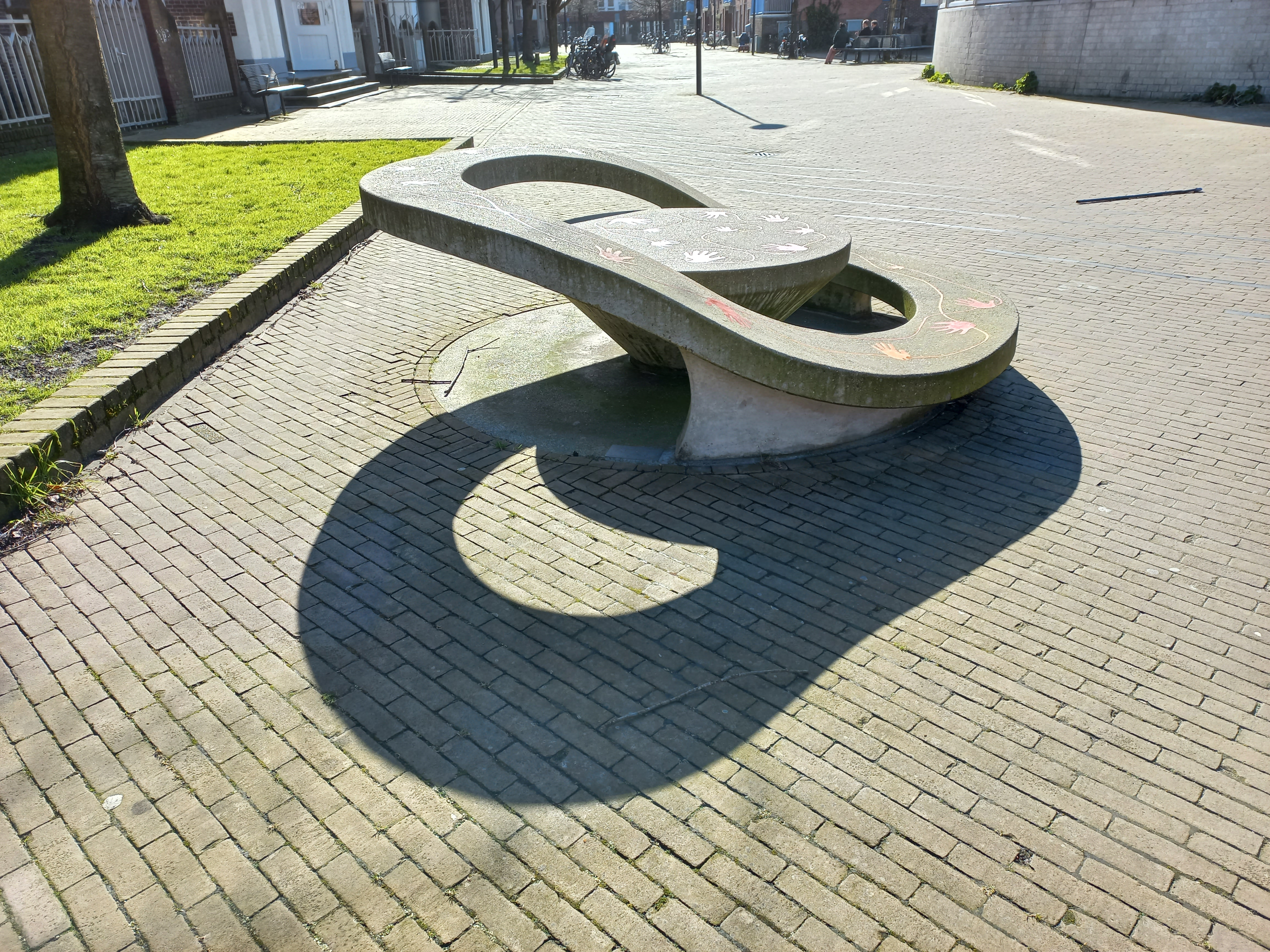
Zijaanzicht buurttafel (februari 2022)